# Arnót, Borsod-Abaúj-Zemplén
Arnót este un sat în districtul Miskolc, județul Borsod-Abaúj-Zemplén, Ungaria, având o populație de 2.616 locuitori (2011). 

## Demografie
Componența etnică a satului Arnót
     Maghiari (97,95%)
     Necunoscut (0,25%)
     Alții (1,8%)
Componența confesională a satului Arnót
     Romano-catolici (35,89%)
     Reformați (14,98%)
     Greco-catolici (10,82%)
     Fără religie (8,03%)
     Luterani (4,55%)
     Necunoscută (24,73%)
     Atei (0,99%)
     Alte religii (0,96%)
Conform recensământului din 2011, satul Arnót avea 2.616 locuitori. Din punct de vedere etnic, majoritatea locuitorilor (97,95%) erau maghiari. Apartenența etnică nu este cunoscută în cazul a 0,25% din locuitori. Nu există o religie majoritară, locuitorii fiind romano-catolici (35,89%), reformați (14,98%), greco-catolici (10,82%), persoane fără religie (8,03%) și luterani (4,55%). Pentru 24,73% din locuitori nu este cunoscută apartenența confesională.